# Právo skladu
Právo nuceného skladu bylo jedním ze středověkých městských privilegií. Stejně jako u ostatních městských práv je uděloval panovník (v případě královských měst), anebo jeho majitel (pokud šlo o poddanské město). Spočívalo v povinnosti obchodníka jedoucího kolem města se v něm několik dní zdržet a nabídnout své zboží.